# Klimataktion
Klimataktion är en svensk förening och nätverk, bildat 18 maj 2008, som strävar efter en klimatpolitik som tar vetenskapen på allvar och ger klimatet överordnad prioritet. I föreningen finns flera lokala nätverk, och även nationella nätverk med olika teman. 
Föreningen har en talesperson och fem styrelseledamöter. Talesperson från och med 2024 är Jörgen Leidebrant. 